# 박수엔터테인먼트
박수엔터테인먼트는 2014년에 설립된 대한민국의 영화 수입·배급사이다.

## 개요
대한민국의 기업. 영화 배급사이다. 본사는 서울특별시 영등포구 당산로 241 (당산동6가, 동화빌딩)에 위치해 있다.

## 상세
주로 일본 영화 및 일본 애니메이션들의 극장판을 배급한다. 애니플러스의 물건을 가장 많이 배급하는 회사가 이 회사. 중소 배급사다보니 메가박스와 주로 상영계약을 하며, CGV와는 아주 드물게 개봉한다. 롯데시네마 및 씨네Q하고 한 건 거의 없다. 대한민국 전국단위 멀티플렉스 영화관을 전부 다 커버하지는 못한다는 것. 
너브와 같이 미국 실사 영화를 드물게 배급하기도 한다.
극장판 프리파라 모~두의 동경♪ 렛츠 고☆프리파리를 롯데시네마에서 단독 개봉시켰다! 
2018년에는 애니플러스와의 배급계약이 깨졌는지 더 이상 애니플러스와의 협업은 전혀 없다. 애니플러스도 영화 배급사로 복귀한 거 봐서는 계약이 깨진게 확실하다. 애니플러스와의 계약이 깨진 뒤에는 항마전: 황금룡의 부활과 같은 중국 영화를 많이 수입한다.